# Pastoria (Virginia)
Pastoria es un lugar designado por el censo situado en el condado de Accomack, Virginia  (Estados Unidos). Según el censo de 2010 tenía una población de 649 habitantes.

## Demografía
Según el censo de 2010, Pastoria tenía una población en la que el 35,4% eran blancos; el 53,0% afroamericanos; el 0,9% eran indios americanos y nativos de Alaska; el 0,6% eran asiáticos; el 0,2% hawaianos y otros isleños del Pacífico; el 9,2% de otra raza, y el 0,6% a partir de dos o más razas. El 14,6% del total de la población eran hispanos o latinos de cualquier raza.